# Брок (Небраска)
Брок (енгл. Brock) град је у америчкој савезној држави Небраска.

## Демографија
По попису из 2010. године број становника је 112, што је 50 (-30,9%) становника мање него 2000. године.
| Група             | 2000.       | 2010.       |
| Белци             | 154 (95,1%) | 111 (99,1%) |
| Афроамериканци    | 0 (0,0%)    | 0 (0,0%)    |
| Азијати           | 0 (0,0%)    | 0 (0,0%)    |
| Хиспаноамериканци | 3 (1,9%)    | 0 (0,0%)    |
| Укупно            | 162         | 112         |